# Temporada 1998-99 de los Vancouver Grizzlies
La temporada 1998-99 fue la cuarta de los Vancouver Grizzlies en la NBA. La temporada regular acabó con 8 victorias y 42 derrotas, ocupando el decimocuarto puesto de la conferencia Oeste, no logrando clasificarse para los playoffs. Debido a un cierre patronal, la temporada regular comenzó el 5 de febrero de 1999 y se redujo de 82 partidos a 50.

## Elecciones en elDraft
| Ronda | Puesto | Jugador        | Posición  | Nacionalidad   | Universidad |
| ----- | ------ | -------------- | --------- | -------------- | ----------- |
| 1     | 2      | Mike Bibby     | Base      | Estados Unidos | Arizona     |
| 2     | 56     | J.R. Henderson | Ala-Pívot | Estados Unidos | UCLA        |

## Temporada regular
| División Medio Oeste     | División Medio Oeste | División Medio Oeste | División Medio Oeste | División Medio Oeste | División Medio Oeste | División Medio Oeste | División Medio Oeste | División Medio Oeste |
| Equipo                   | G                    | P                    | %                    | PD                   | Casa                 | Fuera                | Div                  |                      |
| ------------------------ | -------------------- | -------------------- | -------------------- | -------------------- | -------------------- | -------------------- | -------------------- | -------------------- |
| y-San Antonio Spurs      | 37                   | 13                   | .740                 | –                    | 21–4                 | 16–9                 | 17–4                 |                      |
| x-Utah Jazz              | 37                   | 13                   | .740                 | –                    | 22–3                 | 15–10                | 15–3                 |                      |
| x-Houston Rockets        | 31                   | 19                   | .620                 | 6                    | 19–6                 | 12–13                | 12–9                 |                      |
| x-Minnesota Timberwolves | 25                   | 25                   | .500                 | 12                   | 18–7                 | 7–18                 | 11–9                 |                      |
| Dallas Mavericks         | 19                   | 31                   | .380                 | 18                   | 15–10                | 4–21                 | 8–12                 |                      |
| Denver Nuggets           | 14                   | 36                   | .280                 | 23                   | 12–13                | 2–23                 | 5–16                 |                      |
| Vancouver Grizzlies      | 8                    | 42                   | .160                 | 29                   | 7–18                 | 1–24                 | 3–18                 |                      |

## Estadísticas

### Temporada regular
| Jugador             | POS | PJ | PT | MJ    | REB | AST | ROB | TAP | PTS   | MPP  | RPP | APP | ROP | TPP | PPP  |
| ------------------- | --- | -- | -- | ----- | --- | --- | --- | --- | ----- | ---- | --- | --- | --- | --- | ---- |
| Shareef Abdur-Rahim | SF  | 50 | 50 | 2,021 | 374 | 172 | 69  | 55  | 1,152 | 40.4 | 7.5 | 3.4 | 1.4 | 1.1 | 23.0 |
| Mike Bibby          | PG  | 50 | 50 | 1,758 | 136 | 325 | 78  | 5   | 662   | 35.2 | 2.7 | 6.5 | 1.6 | .1  | 13.2 |
| Cherokee Parks      | C   | 48 | 41 | 1,118 | 243 | 36  | 28  | 28  | 266   | 23.3 | 5.1 | .8  | .6  | .6  | 5.5  |
| Michael Smith       | PF  | 48 | 10 | 1,098 | 350 | 48  | 46  | 18  | 230   | 22.9 | 7.3 | 1.0 | 1.0 | .4  | 4.8  |
| Felipe López        | SG  | 47 | 32 | 1,218 | 166 | 62  | 49  | 14  | 437   | 25.9 | 3.5 | 1.3 | 1.0 | .3  | 9.3  |
| Pete Chilcutt       | PF  | 46 | 0  | 697   | 117 | 30  | 22  | 12  | 166   | 15.2 | 2.5 | .7  | .5  | .3  | 3.6  |
| DeJuan Wheat        | PG  | 46 | 0  | 590   | 45  | 102 | 26  | 2   | 208   | 12.8 | 1.0 | 2.2 | .6  | .0  | 4.5  |
| Tony Massenburg     | PF  | 43 | 35 | 1,143 | 257 | 23  | 26  | 39  | 481   | 26.6 | 6.0 | .5  | .6  | .9  | 11.2 |
| J. R. Sakuragi      | SF  | 30 | 0  | 331   | 47  | 22  | 9   | 4   | 97    | 11.0 | 1.6 | .7  | .3  | .1  | 3.2  |
| Bryant Reeves       | C   | 25 | 14 | 702   | 138 | 37  | 13  | 8   | 271   | 28.1 | 5.5 | 1.5 | .5  | .3  | 10.8 |
| Terry Dehere†       | SG  | 22 | 0  | 271   | 22  | 26  | 5   | 3   | 74    | 12.3 | 1.0 | 1.2 | .2  | .1  | 3.4  |
| Sam Mack†           | SF  | 19 | 15 | 577   | 53  | 23  | 20  | 1   | 242   | 30.4 | 2.8 | 1.2 | 1.1 | .1  | 12.7 |
| Doug West           | SG  | 14 | 2  | 294   | 25  | 19  | 16  | 7   | 81    | 21.0 | 1.8 | 1.4 | 1.1 | .5  | 5.8  |
| Rodrick Rhodes†     | SG  | 10 | 1  | 123   | 13  | 10  | 4   | 2   | 34    | 12.3 | 1.3 | 1.0 | .4  | .2  | 3.4  |
| Lee Mayberry        | PG  | 9  | 0  | 126   | 3   | 23  | 7   | 0   | 20    | 14.0 | .3  | 2.6 | .8  | .0  | 2.2  |
| Jason Sasser        | SF  | 6  | 0  | 39    | 7   | 2   | 2   | 0   | 11    | 6.5  | 1.2 | .3  | .3  | .0  | 1.8  |
| Carl Herrera†       | PF  | 4  | 0  | 42    | 8   | 3   | 0   | 0   | 6     | 10.5 | 2.0 | .8  | .0  | .0  | 1.5  |
| Makhtar N'Diaye     | PF  | 4  | 0  | 27    | 5   | 1   | 0   | 1   | 5     | 6.8  | 1.3 | .3  | .0  | .3  | 1.3  |

- † Indica que el jugador jugó además con otro equipo durante la temporada. Las estadísticas reflejan únicamente el tiempo con los Grizzlies.

## Galardones y récords
| Jugador    | Galardón                            |
| Mike Bibby | Mejor quinteto de rookies de la NBA |